# هیئت اجرایی ایرلند شمالی
هیئت اجرایی ایرلند شمالی (انگلیسی: Northern Ireland Executive) که قوهٔ اجرایی ایرلند شمالی نیز خوانده می‌شود، دولت تفویض اختیار ایرلند شمالی، شاخهٔ اداری قوهٔ مقننه - مجلس ایرلند شمالی است. این سازمان پاسخگوی مجمع است و در ابتدا بر اساس شرایط قانون ایرلند شمالی در سال ۱۹۹۸، که پس از توافقنامه جمعه نیک (یا توافقنامه بلفاست) ایجاد شد. قوهٔ مجریه در قانون به عنوان کمیته اجرایی مجمع نامیده می‌شود و نمونه‌ای از دولت جامعه گرا ("تقسیم قدرت") است.
قوه مجریه ایرلند شمالی متشکل از وزیر اول و معاون وزیر اول و وزرای مختلف با وظایف و اختیارات فردی است. احزاب مجمع اصلی بیشتر وزرای قوه مجریه را منصوب می‌کنند؛ به جز وزیر دادگستری که با رای بین جوامع انتخاب می‌شود. این یکی از سه دولت واگذار شده در بریتانیا است که بقیه دولت‌های اسکاتلند و ولز هستند.
در ژانویهٔ ۲۰۱۷، معاون وقت وزیر اول مارتین مک گینس در اعتراض به رسوایی انگیزه گرمای تجدیدپذیر استعفا داد و در نتیجه دستگاه اجرایی ایرلند شمالی سقوط کرد.حکومت ایرلند شمالی تا ژانویه ۲۰۲۰، زمانی که طرفین توافقنامه دههٔ جدید، رویکرد جدید را امضا کردند، به دست کارمندان دولتی افتاد، که به دنبال امضای توافق‌نامه یک هیئت اجرایی تأسیس شد.